# Île Bourdon
Île Bourdon är en ö i Kanada.   Den ligger i provinsen Québec, i den sydöstra delen av landet, 170 km öster om huvudstaden Ottawa. Ön ligger i mynningen för floderna Rivière L'Assomption och Rivière des Prairies i Saint Lawrencefloden strax norr om staden Montréal.
I omgivningarna runt Île Bourdon växer i huvudsak barrskog. Runt Île Bourdon är det tätbefolkat, med 397 invånare per kvadratkilometer.